# Конституция Чили
Конституция Чили — основной закон Республики Чили. Действующая конституция Чили принята по результатам конституционного референдума 11 сентября 1980 года. Конституция была принята в период военной диктатуры Аугусто Пиночета, среди её авторов был известный политик и юрист Хайме Гусман. В переходном режиме документ вступил в силу с 11 марта 1981 года, и полностью с 11 марта 1990 года, с началом перехода к демократии. В конституцию неоднократно вносились поправки, начиная с референдума 1989 года. В сентябре 2005 года по инициативе президента Рикардо Лагоса из основного закона были устранены некоторые остававшиеся в нём недемократические элементы — институт пожизненных сенаторов и положение о том, что гарантом демократии в Чили являются вооружённые силы страны.
В ходе протестов 2019 года было выдвинуто требование об изменении конституции, и в следующем году на плебисците был утверждён проект новой редакции основного закона и назначены выборы делегатов Конституционного собрания. Выборы в Конституционное собрание прошли в мае 2021 года, и первое заседание собрания прошло 4 июня 2021 года. В июле 2022 года был предложен проект новой конституции, на плебисците 4 сентября 2022 года он был отвергнут.
Повторные выборы в Конституционное собрание прошли 7 мая 2023 года.